# Folkeafstemningen om selvstændighed på Island 1918
Islands folkeafstemning om selvstændighed blev afholdt på Island den 19. oktober 1918. Vælgerne blev spurgt, om de kunne godkendte et lovforslag, der ville føre til, at Island blev et særskilt kongerige, Kongeriget Island, under den danske krone, hvilket ville gøre landet til en suveræn stat i en personalunion med Danmark. Lovforslaget blev godkendt af 92,6% af vælgerne.

## Resultater
| Valg                            | Stemmer | %    |
| ------------------------------- | ------- | ---- |
| For                             | 12,411  | 92.6 |
| Imod                            | 999     | 7.4  |
| Ugyldige/blanke stemmer         | 243     | –    |
| Total                           | 13,653  | 100  |
| Registrerede vælgere/deltagelse | 31,143  | 43.8 |
| Kilde: Nohlen & Stöver          |         |      |